# وساطة مالية
الوساطة المالية هي تسهيل لعمليات التفاوض يؤديه طرف محايد بين أطراف منازعة قائمة للوصول إلى تسوية مرضية لهم، وهي عملية منظمة تركز على مصالح الأطراف وتمكنهم من الوصول إلى حل للمنازعة القائمة بينهم من خلال مساعدة وسيط  واحد أو أكثر بحيادية ونزاهة. وتعد الوساطة إجراء اختياريًا، وتتسم الوساطة بالسرية؛ إذ جميع ما يناقش ويتفق عليه لغرض الوساطة لا يمكن الكشف عنه خارج عملية الوساطة ما لم يتفق الأطراف على خلاف ذلك.
أَصبَحت الوساطة مهمةَ جداً في الأسواق المالية بشكل كبير، نتيجة للاستعمال المتزايد للسندات المالية لجَمع رأس المال من أسواق رأس المال، بدلاً من البنوك.
- تَفعلُ البنوكُ كالوسطاء الماليين عادة للدين، يَستعيرُ من المودّعين ويُعيرَ إلى المستعيرين. ببيع السندات المالية مثل الروابط، بدلاً من أن يَستعيرَ، مستعير يُمكنُ أَن يَستعيرَ مباشرة من المستثمرين، بمرور البنوك. الاستعمال الأعظم مدى أوسع من الآلات المالية مثل الثروة دَعمَ السندات المالية (بالإضافة إلى الأنواعَ التقليديةَ للأمن مثل الروابط والسندات).
- تُخفّضُ وساطةُ أكثرُ كميةُ العمل متوفرة للبنوك التجاري. يَزيدُ حجمَ أسواق رأس المال أيضاً ويُولّدُ عملَ أكثرَ لمصارف الاستثمار (يَنصحُ بشأن قضية السندات المالية)، وبشكل غير مباشر، لأعمال الاستثمار التجارية الأخرى (سماسرة، مدراء صندوق، أسواق الأوراق المالية الخ.).
- إنّ فائدةَ الوساطة من الواضح الكفاءةُ الأعظمُ والكلفةُ لأوطأ أنجزا بتَخفيض عدد الصفقات والعمليات تَضمّنتَا، على أية حال وساطة قَد لا تَكُونُ سهل دائماً لإنجاز حيث أنّ هناك في أغلب الأحيان سبب الذي الوسطاء وَجدوا في المركز الأول.
- إن الوساطة ظاهرة اقتصادية أواخر السبعينات وأوائل الثمانينات الذي فيه المستثمرين، للإيجاد تلك المدّخرات التقليدية وطرق التوفير لَم يَدفعا فائدةَ كافيةَ لمُمَاشاة التضّخم، حوّلَ أموالَهم إلى سوق العملة ورَبطت بين مدّخرات وآلات الاستثمار، أداء إلى نمو سريع في تلك المصادر وخسارة الأموال من المؤسسات مثل مصارف التوفير.
- وجود القوانين الذي يُعيقُ الوساطةَ استشهدت سبب أداء الاقتصادي السيّئ لليابان وألمانيا في التسعينيات.1990
- الإشارات قُدّمَت إلى الصناعة المصرفية في غضون عام 1967 أصلاً: أشارت الوساطةُ إلى المستهلكين تَستثمرُ مباشرة في السندات المالية (روابط حكومية وخاصّة، وأسهم) بدلاً من تَرك مالهم في حسابات التوفير، ثمّ لاحقاً إلى المستعيرين الذين يَذهبونَ إلى أسواق رأس المال بدلاً من إلى البنوك. (أو إي دي، أرشيف أخبار قوقل السبب الأصلي كَانَ تعليمة حكومية أمريكية (تعليمة كيو) التي حدّدت سعرَ الفائدة دَفعَ على حسابات صلة الاهتمام التي أُمّنت من قبل إف دي آي سي.
- لوساطة إزالةُ الوسطاء في سلسلة تجهيز: «يَقطعُ السمسارَ». بدلاً من أن يَمرَّ بقنوات التوزيع التقليدية، التي كَانَ عندَها بَعض نوع متوسّط (مثل موزّع، تاجر، سمسار، أَو وكيل)، شركات قَد تَتعاملُ مع كُلّ زبون الآن مباشرة، على سبيل المثال عن طريق الإنترنت. عامل أوّل مهم واحد هبوط في كلفة تَصليح زبائن مباشرة.

الوساطة بَدأت من قبل المستهلكين في أغلب الأحيان نتيجةُ شفافية السوق العالية، في ذلك المشترين مدركون لأسعار العرض مباشرة من المنتج. يَتجاوزُ المشترون السماسرةَ (تجّار وباعة) لكي يَشتروا مباشرة من المنتج وبذلك دَفع أقل. المشترون يُمكنُ أَن يَختاروا لشراء بدلاً عن ذلك من التجّار. في أغلب الأحيان، بي واي سي شركة تَشتغلُ كالجسر بين المشتري والمنتج.
مثال عند شراء بيت، الوسيطُ بين البائع والمشتري. أو عند شراء تذكرة طائرة، وكيل سفريات الوسيطُ بين شركة الطيران والمسافر. تَجعلُ الإنترنتُ الأمر أكثر سهولة على الباعة لتَعَامُل مباشرة مَع المشترين، أداء إلى تخفيض في استعمال الوسطاء - ذلك، «وساطة».

## أنواع الوساطة
من قاموس الشروط المصرفية كان الوساطة:
انسحاب الأموال من الاهتمام الذي يَحملُ حساباتَ التوفير عندما نسَبَ على تَنَافُس الآلات المالية، مثل صناديق سوق العملة التعاونية، أسهم، روابط، وهكذا، يَعرضُ المستثمرَعودة أفضل. الوساطة كَأنت في قمّتها في 1966 عندما تعليمة كيو سقوف سعر فائدة مَنعت مؤسساتَ المدّخراتَ والبنوكَ من تَنَافُس عملياً بمؤسسات غير المستودعَ، مثل السماسرة، يُعرقلُ قدرةَ البنوكَ للإعارة. تضّخم ثنائي رقم أواخر السبعينات، التي جَعلت العديد من المستهلكين لوَضع أصولهم السائلة في أموال المال القصيرة الأمد، أدّى إلى التشريع الاتحادي في 1980 يُحرّرَ أسعارَ فائدة الإيداع، يَسمحُ للبنوك والتوفير لتَنَافُس عملياً أكثر مَع وسطاء غير المصرفَ الماليينَ.
ومن قاموس شروط العمل الوساطة:
حركة المدّخرات من البنوك وجمعيات القرضَ والمدّخراتَ مباشرة إلى آلات سوق العملة، مثل فواتير وزارة المالية الأمريكية والمُلاحظات. عندما أسعار الفائدة تَرتفعُ، مستثمرون يُمكنُ أَن يَستلموا في أغلب الأحيان عودة أعلى باستثمار مباشرة بدلاً من المُرور بوسيط مالي.
ومن قاموس شروط التأمين الوساطة:
تدفق الأموال خارج آلة مالية واحدة، التي أسعار فائدتها منخفضة، إلى الآلة المالية الأخرى، التي أسعار فائدتها أعلى. في أوائل الثمانينات، واجهت شركاتَ تأمين وساطةً كسياسات حياة كاملة سُلّمت لقيَم نقدهم وهذه المبالغ ثمّ حوّلا إلى مُنتَجات غير تأمينَ الدافعةَ الاهتمام الأعلى. بسبب هذه الحالة، يُثيرُ اهتمام سياساتَ حسّاسةَ طُوّرت بشركات التأمين.
ومن قاموس شروط العقارات الوساطة:
الحالة متى إيداعات مُزَآلة من وسيط مالي، مثل جمعيات القرضَ والمدّخراتَ، واستثمرت في الأصول الأخرى، عموماً لغرض حُصُول على محاصيل أعلى.
تَتفاوتُ ملكية عامةُ من بنوك ووسطاء ماليين بشكل ملحوظ عبر المنطقة. الأسواق الصاعدة في المنطقة الشرق الأوسط، مثل مصر أَو 'unisia"، ما زالَ يَتحمّلُ مستوى عالي.
_الوساطة لَيست ظاهرة جديدة في النظام المالي الأمريكي. بين 1960 وأوائل التسعينيات سهم البنوك التجاري من أصول وسطاء مالية كليّة سَقطَ من حول 40 % إلى أقل من 30% حتى ضمن أعمال مصرفية، كلف صفقة لَها بشدّة غيّرَ عملُ الطريقَ مَعمُولُ وعملُ بنوكَ الوساطة. نفس الصفقة يُمكنُ أَن تُكلّفَ خلال الإنترنت أقل من 1 % كلفته عندما عَملَ خلال فرع. بالطّريقة نفسها، قلّلَ دورَ وكلاء التأمين التقليديين بشكل ملحوظ مَع أجور تأمين أساسها وكيلَ أن يَكُونَ أكثر من ضعف الذي الأجور تَطلّبت بالإنترنت الصفقات.
_ ظهور تأمين المصرف "صناعة، بالرغم من أن لَيسَ ذلك الانتشار العريض في العالم النامي لحد الآن، لَهُ ميزّاتُ الوساطة بالسَماح لنشر عدّة مُنتَجات مالية خلال نفس المؤسسة المالية.
تَبدو الوساطةُ لكي تَكُونَ في مراحلها المبكّرة في منطقة الشرق الأوسط. السهم
التبادلات تُؤسّسُ الآن في العديد من اقتصاديات مينا لكن ما زالَت هامشية من ناحية
الوساطة المالية.
_وساطة كَأنت إستراتيجيةً مهمةً للعديد من باعة الصندوق الكبار مثل "Walmart" الذي يُحاولُ تَخفيض الأسعار بتَخفيض عدد الوسطاء بين المجهّز والمشتري. الوساطة تُرتَبطُ بالفكرة أيضاً مباشرةً في الوقت المناسب تصنيع، كإزالة الحاجة لخطوات جرد واحد من وظيفة وسيط.
_على أية حال، وساطة متعلقة بالإنترنتَ حَدثت أقل كثيراً من الكثير تَوقّعت أثناء com.ازدهار. يُزوّدُ الباعةُ والتجّارُ وظائفَ ضروريةَ مثل تقديم الائتمان، تجمع المُنتَجات من المجهّزين المختلفين، ومعالجة العائدات. بالإضافة، شحن سلع إلى ومن المنتج يُمكنُ أَن في العديد من الحالات تَكُونُ أقلّ بكثيرَ كفاءة من شحنهم إلى مخزن حيث أنَّ المستهلك يُمكنُ أَن يَلتقطَهم ردَّاً على تهديد الوساطة، بَعض الباعة حاولوا مُكَامَلَة حضور افتراضي وحضور طبيعي في إستراتيجية المعروفة.
_على الرغم من أن في بدايات ثورة الإنترنت، جَلبت تجارة عبر الإنترنتَ فكرةَ الوساطة إلى العديد من المنتجين، كطريق الكلف الجارحة أَو الأرباح المتزايدة، الكثيرأولئك المنتجين اكتشفوا بأنّه ما كَانَ سهلَ جداً. هي فُكّرت بأنَّ الإنترنت «تَتوسّطُ» السماسرةَ وتُبعدُهم من العمل بامتلاك المنتجين تَبيعُ مباشرة إلى المستعملين.
_على أية حال، ما هذه تنبؤات المفتقدة كَأنت ذلك قَطع السمسار جَلبَ المشاكلَ مثل الكلفة العالية للمعالجة لشَحن الطلبات الصغيرة، يَتعاملُ مع الكميات الهائلة من خدمات الزبائن تُصدرُ وتُواجهُ غضبَ الباعة وشركاء القناة الآخرين. المنتجون لَم يُعتبروا بأنّهم كان لا بُدَّ أن يَصرفوا مصادرَ ضخمةَ لإسكان للمستهلكين الفرديين. قبل الوساطة، أولئك السماسرة فَعلوا للمنتجين. بعد الوساطة، شخص ما كان لا بُدَّ أن يُعالجَ أولئك الزبائن. علاوة على ذلك، منتجون لَم يُعتبروا ذلك بيع على الإنترنت لَهُ كلفُ عاليةُ أيضاً: يُطوّرُ موقعُ الويب، يَبقي المعلوماتَ ويُسوّقَ النفقاتَ لسَحب الزبائن على الإنترنت.
_والوساطة نَتائجَ الطبيعة الدينامكية للإنترنت.
المثال الأكثر بروزاً إلى الوساطة ديلdell))، الذي نَجحَ في خَلق الصنف، معترف به بشكل جيد جداً من قبل المستهلكين، مربح وبالنمو المستمر. على نفس النمط، لَرُبَّمَا المثال الأكثر بروزاً إلى إعادة الوساطة شركةُ ليفي شتراوس، الذي أنطلق بفشل موقع ويب قيمته ملايين الدولارات وسَدَّ لاحقاً أغلب عملياته على الإنترنت.
_بالرغم من أن الكثير تَوقّعوا الإنترنتَ تُزيلُ أكثر السماسرة خلال الوساطة، وَلدت تجارة إلكترونيةَ العديد من الشركات في الحقيقة للتي تَفعلُ كالوسطاء تركيز أساسي. طبقاً «منظمات مثل إي باي، يُتقنُ الوسطاءَ، كَانَ عندَهُ مثل هذا التأثير الضخم على كَم بحث عن الأشخاص للسلع والمعلومات. يُضيفُ الوسطاءُ الأكثر نجاحاً قيمةً بخَلق العلاقات العميقة الأكثر بين الشركاء يَخدمونَ. الشركات بسرعة وسريعة بما فيه الكفاية لاكتشاف الفرص في الأسواق المعقّدة سَتَنجحُ كوسطاء.» إضافةً إلى إيباي ونت زيرو "NetZero" كَانَ مثالاً آخر طرف ثالث ذلك كَانَ ولدَ أثناء عُمر الإنترنتَ. عَرضت الشركةُ دخول مجاني للإنترنتَ إلى المستهلكين كبديل لتسويق المعلومات
_الوساطة كَانَ عندَها درجاتُ مختلفةُ من التأثير على الصناعات المختلفة. صناعة واحدة حيث سبّبت الإنترنتَ وساطةَ بارزةَ رعاية صحيةُ. قبل الشبكة العالمية، عَملَ مجهزونُ رعاية صحية محليّ كفي أغلب الأحيان مصدر أساسي للأفراد بالأسئلة أَو المخاوف حول قضايا الصحة.
_في بدايات عقد 2000، اخترقت الوساطة مجموعة واسعة من الصناعات. في السلع المعلَّبة وصناعات اللعبة، تَحبُّ شركاتَ نابيسكو وباعا نسبة مئوية مُنتَجاتهم مباشرة. في صناعة الحاسوب، باعَ حاسوبَ ديل مباشرة على قاعدة خاصّة. بسبب نجاح الشركةَ الساحقَ في مبكراً 2000 s، ديل مثالُ ممتازُ كَم وساطة يُمكنُ أَن تَعملَ. الشركة، التي ارتفعت إلى قمة السوق العالمية العامّة في ربع أول 2001، بَنى الحاسباتَ عند الطّلب لكلا المستهلكون والمنظمات الفردية. أي نسبة مئوية كبيرة من طلبات ديل المباشرة جاءت عن طريق الشبكة العالمية